# Куликов (Шептицкий район)
Куликов (укр. Куликів) — село в Лопатинской поселковой общине Шептицкого района Львовской области Украины.
Население по переписи 2001 года составляло 630 человек. Занимает площадь 1,017 км². Почтовый индекс — 80224. Телефонный код — 3255.